# Karaté aux Jeux des îles de l'océan Indien 2007
Le karaté aux Jeux des îles de l'océan Indien 2007 est la dernière apparition du karaté aux Jeux des îles de l'océan Indien. Elle a lieu dans le cadre de la 7e édition des Jeux des îles de l'océan Indien disputée à Madagascar en août 2007. Les épreuves se déroulent au gymnase d'Ankorondrano, à Antananarivo.

## Tableau des médailles
| Rang | Nation     | Or | Argent | Bronze | Total |
| ---- | ---------- | -- | ------ | ------ | ----- |
| 1    | Madagascar | 12 | 5      | 0      | 17    |
| 2    | La Réunion | 5  | 10     | 1      | 16    |
| 3    | Seychelles | 0  | 1      | 13     | 14    |
| 4    | Comores    | 0  | 1      | 2      | 3     |
| 5    | Maurice    | 0  | 0      | 15     | 15    |
| 6    | Maldives   | 0  | 0      | 0      | 0     |
| 6    | Mayotte    | 0  | 0      | 0      | 0     |